# Transmissió dels textos clàssics grecs

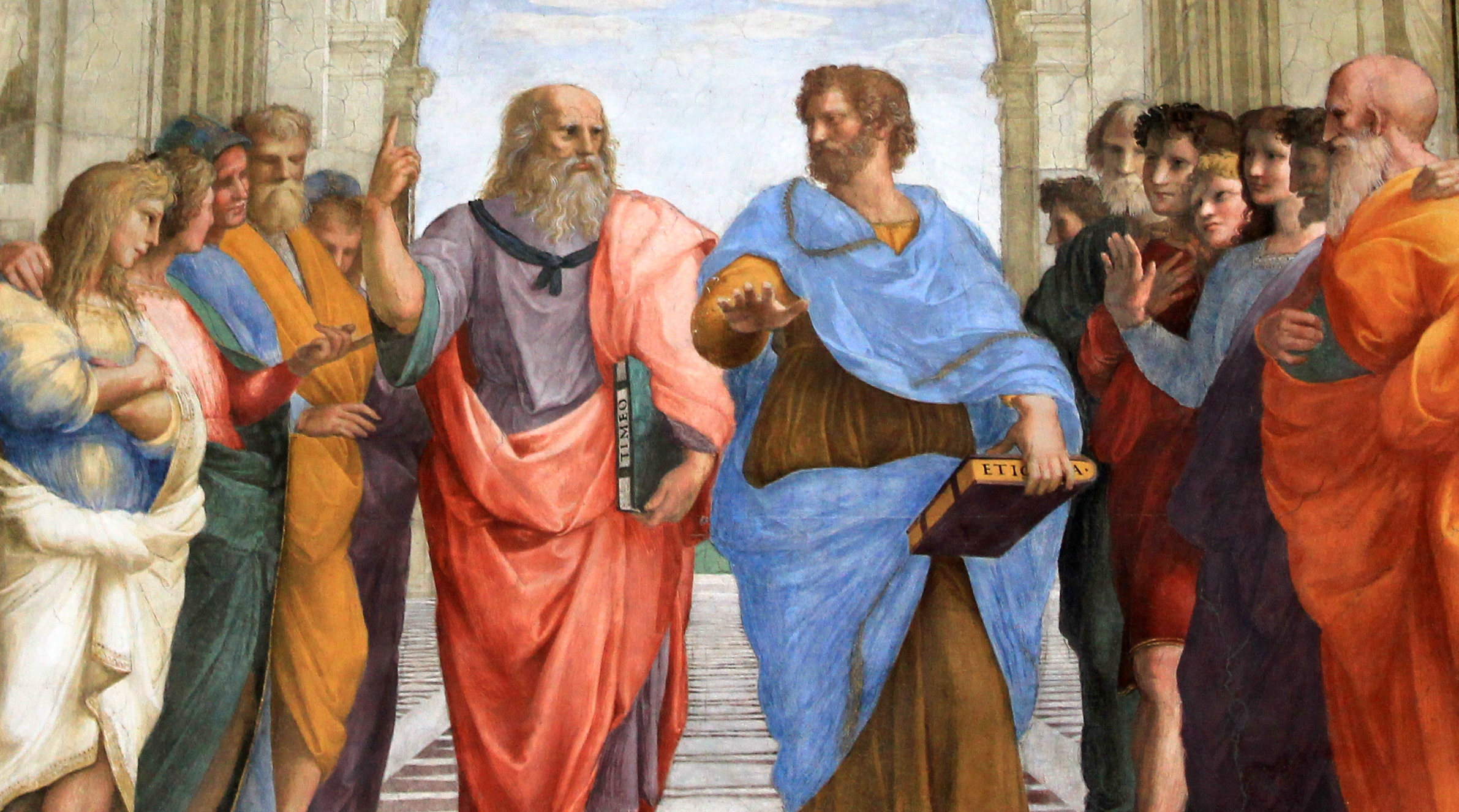
Les idees d'Aristòtil i Plató, mostrades a L'escola d'Atenes
pintura de Rafael, es van perdre en part pels europeus occidentals durant segles.

La transmissió dels clàssics grecs a l'Europa occidental llatina durant l'edat mitjana va ser un factor clau en el desenvolupament de la vida intel·lectual a l'Europa occidental. L'interès pels textos grecs i la seva disponibilitat era escàs a l'Occident llatí durant l'edat mitjana anterior, però a mesura que augmentava la seva conservació i difusió cap a Orient i l'Islam també ho va fer l'erudició occidental.
La filosofia grega clàssica comprenia diverses obres originals que abastaven des de l'antiga Grècia, com Aristòtil, als estudiosos grecoromans de l'Imperi Romà clàssic com Ptolemeu. Tot i que aquestes obres es van escriure originalment en grec, durant segles, la llengua de l'erudició a la regió mediterrània, moltes van ser traduïdes al siríac, àrab i persa durant l'edat mitjana, mentre que versions gregues originals eren sovint desconegudes a Occident. Amb l'augment de la presència occidental a l'Orient a causa de les croades, i el col·lapse gradual de l'Imperi Romà d'Orient durant la Baixa Edat Mitjana, molts erudits grecs medievals van fugir a Europa occidental, portant amb ells molts manuscrits grecs originals, i donant impuls a la llengua grega en educació a Occident i a més esforços per la traducció dels textos grecs al llatí.
La línia entre la cultura grega i la cultura islàmica a l'Europa occidental va ser molt difuminada durant l'edat mitjana i principis de l'Edat Moderna. De vegades, el concepte de transmissió dels clàssics grecs s'utilitza sovint per referir-se al coneixement col·lectiu que s'obtenia dels imperis àrab i romà d'Orient, independentment d'on realment s'originés el coneixement. Tanmateix, encara que fossin adaptades una o dues vegades del grec original, les versions àrabs van ser suplantades més tard per traduccions directes millorades com les de Moerbeke i d'altres al segle xiii en endavant.

## Recepció directa de textos grecs
A mesura que el coneixement del grec va disminuir a occident amb la caiguda de l'Imperi Romà d'Occident, també ho va fer el coneixement dels textos grecs, molts dels quals havien quedat sense traducció al llatí. La naturalesa fràgil del papir com a mitjà d'escriptura va significar que els textos més antics no copiats en un pergamí s'acabarien destruint i es perdéssin.
Després de la quarta croada (1202–1204) i el saqueig de Constantinoble (1204), erudits com Guillem de Moerbeke van tenir accés als textos grecs originals de científics i filòsofs, com Aristòtil, Arquímedes, Hero d'Alexandria i Procle, que havien estat conservats a l'Imperi Romà d'Orient, i els va traduir directament al llatí.
La decadència i l'enfonsament final de l'imperi d'Orient al segle xv va fer augmentar el contacte entre els seus erudits i els d'occident. Es va produir la traducció al llatí d'un gran ventall de clàssics grecs, inclosos els historiadors, poetes, dramaturgs i filòsofs no aristotèlics. Manuel Chrisoloras (c. 1355–1415) va traduir porcions d'Homer i Plató. Guarino da Verona (1370–1460) va incorporar Estrabó i Plutarc. Poggio Bracciolini (1380–1459) va mostrar Xenofont, Diodor i Llucià. Francesco Filelfo (1398–1481) va adaptar porcions de Plutarc, Xenofont i Lisias. Lorenzo Valla (1407–1457) visibilitzá Tucídides i Heròdot. Marsilio Ficino (1433–1499) i la seva Acadèmia Platònica van treballar Plató. Poliziano (1454–1494) ho feu amb Herodià i parts d'Epictet i Plutarc. Regiomontanus i Jordi de Trebisonda van traduir l'Almagest de Ptolemeu. Els principals mecenes van ser Basilios Bessarió (1403–1472) i el papa Nicolau V (1397–1455).
Armènia va hostatjar biblioteques de literatura clàssica grega. Un còdex armeni d'Aristòtil (†Δ) és una de les principals fonts de l'aparell crític del text del text grec actual.

## Traduccions al siríac

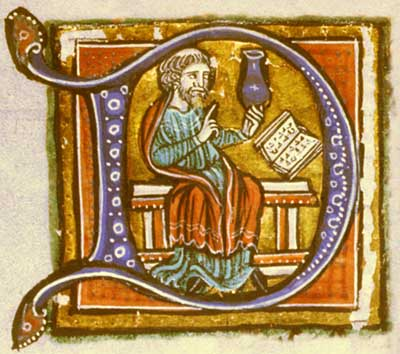
Il·luminació del manuscrit Hunayn ibn-Ishaq al-'Ibadi de l'Isagoge.

El siríac té un paper important en la crítica textual moderna encara avui dia. El número d'Oxford Classical del text grec de l' Organon d'Aristòtil utilitza les sigla Ρ, Ι i Γ, que són textos que daten de possessions cristianes dels segles VI al VIII.
Les traduccions al siríac van tenir un paper important per a la posterior recepció a l'àrab. Aquests traductors del siríac eren majoritàriament fetes per cristians nestorians i jacobites, treballant durant els dos-cents anys següents al període abbàssida. El traductor més important d'aquest grup va ser el cristià de parla siríaca Hunayn Ibn Ishaq (809-873), conegut pels llatins com a Joannitius.

## Imperi Romà d'Occident
L'aprenentatge del grec clàssic es trobava fermament a totes les metròpolis de l'imperi romà, inclosa la mateixa Roma.

### Boeci
A Roma, Boeci va propagar obres d'aprenentatge del grec clàssic. Boeci pretenia transmetre la gran cultura grecoromana a les generacions futures escrivint manuals sobre música i astronomia, geometria i aritmètica: el quadrivium medieval.
Diversos dels escrits de Boeci, que van tenir una gran influència durant l'edat mitjana, es van basar en el pensament de Porfiri i Iàmblic. Boeci va escriure un comentari sobre l' Isagogè de Porfiri, que va destacar l'existència del problema dels universals: aquests conceptes són entitats subsistents que existirien tant si algú els pensa, o si només existeixen com a idees. Aquest tema relatiu a la naturalesa ontològica de les idees universals va ser una de les controvèrsies més debatudes de la filosofia medieval.
A més d'aquestes obres filosòfiques avançades, també es considera que Boeci va traduir importants textos grecs. La seva traducció solta del tractat d'aritmètica de Nicòmac (De institutione arithmetica libri duo) i el seu llibre de text de música (De institutione musica Libri quinque, inacabat) van contribuir a l'educació medieval. De aritmètica, comença amb l'aritmètica modular, com ara parell i senar, parell parell, parell parell i estranyament parell. A continuació, deriva a la complexitat imprevista classificant nombres i parts dels nombres.
Les seves traduccions d'Euclides sobre geometria i Ptolemeu sobre astronomia, si es que es van arribar a completar, ja no han sobreviscut. Boeci va fer traduccions al llatí de De interpretatione i Categories d'Aristòtil amb comentaris. Aquestes van ser molt utilitzades durant el període medieval.

### Alta edat mitjana a l'Europa occidental
A l'Europa occidental, amb la caiguda de l'Imperi Romà d'Occident va perdre molts manuscrits grecs que no van ser conservats pels monestirs. Tanmateix, a causa de la despesa i la manca de materials d'escriptura, els escribes monàstics podien reciclar pergamins vells. Els pergamins es podien reutilitzar després de raspar la tinta dels textos antics i escriure nous llibres sobre el pergamí utilitzat anteriorment, creant el que s'anomena palimpsest. Afortunadament per als moderns investigadors, l'escriptura antiga encara es pot treballar, i d'aquesta manera s'han recuperat moltes obres valuoses, que d'altra manera s'haurien perdut. Com a llengua dels patricis i erudits romans, el grec va desaparèixer juntament amb l'Imperi Romà a Occident. Cap al 500 dC, gairebé ningú a Europa occidental va poder llegir o traduir textos grecs. Amb l'auge de l'islam,les zones occidentals de l'Imperi Romà estaven encara més separades de la llengua grega. Després d'un temps, només uns pocs monestirs de l'oest tenien obres gregues, i pocs copiaren aquestes obres (principalment els irlandeses). Alguns monjos irlandesos havien estat ensenyats per missioners grecs i llatins que probablement havien portat amb ells textos grecs.

### Baixa Edat Mitjana: Guillem de Moerbeke
Guillem de Moerbeke va ser un dels traductors més prolífics i influents de textos filosòfics grecs a meitat del segle xiii. Se sap molt poc de la vida de Moerbeke. Va néixer probablement l'any 1215 al poble de Moerbeke, ara a Bèlgica, i probablement va ingressar de jove al priorat dominic de Lovaina. La major part del seu treball supervivent es va fer durant 1259-72.
La contribució de Moerbeke a la recuperació d'Aristòtil al segle xiii, va ajudar sens dubte a formar una imatge més clara de la filosofia grega, que la donada per les versions àrabs en les quals s'havien recolzat anteriorment, distorsionat o enfosquit la relació entre els sistemes de filosofia platònica i aristotèlica. La traducció de Moerbeke sobre Procle també va ser important, demostrant que l'influent llibre Liber de Causis, no era una obra genuïna d'Aristòtil, sinó que derivava de l' Elementatio Theologica de Procle.
Segons una tradició originària de la Baixa Edat Mitjana, Moerbeke coneixia Tomàs d'Aquino i va ser encarregat per ell per fer algunes de les traduccions. Però no hi ha constància contemporània de l'amistat o dels encàrrecs. Si es van reunir, és molt probable que ho féssin durant els tres o quatre anys que Tomàs d'Aquino va estar treballant a Orvieto. És a dir, no abans de l'elecció del papa Urbà IV l'agost de 1261, quan va convidar Tomàs d'Aquino a servir a la cort papal, i no després de 1265, quan aquest va marxar a Roma. La seva traducció de De motu animalium és citada per Tomàs a Summa Contra Gentiles, probablement acabat l'any 1264.

## Traduccions i comentaris àrabs

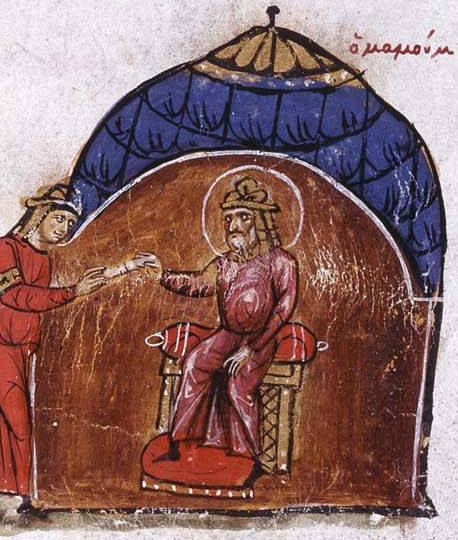
El Califa abasí Al-Mamun envia un enviat a l'emperador romà d'Orient Teòfil.

Els pensadors àrabs havien heretat les idees gregues després d'haver envaït i conquerit Egipte i Síria. Les seves traduccions i comentaris d'aquestes idees es van fer camí per l'Occident àrab fins als regnes visigots i Sicília, que es van convertir en centres importants d'aquesta transmissió d'idees.
Les traduccions àrabs occidentals d'obres gregues, que es troben a la península Ibèrica i Sicília tenen el seu origen en les fonts gregues conservades per l'Imperi Romà d'Orient. Aquestes transmissions a l'oest àrab es van produir en dues etapes principals.

### Primer període: traduccions grec-àrab

#### Omeies
El primer període de transmissió durant els segles VIII i IX va estar precedit per un període de conquesta, ja que els àrabs van prendre el control de zones anteriorment hel·lenitzades com Egipte i el Orient Pròxim al segle VII. En aquesta fase van començar a trobar per primera vegada les idees gregues, tot i que des del principi, molts àrabs eren hostils a l'aprenentatge clàssic. A causa d'aquesta hostilitat, els califes no podien acceptar traduccions científiques. Els traductors havien de buscar mecenes rics en lloc de religiosos. Fins al Califat Abbàssida al segle viii, hi va haver pocs treballs de traducció. La major part del coneixement del grec durant el domini omeia es va obtenir d'aquells estudiosos del grec que van romandre del període romà d'Orient, més que d'una traducció i difusió de textos generalitzada. Alguns investigadors argumenten que la traducció estava més estesa del que es pensa durant aquest període, però els seus testimonis continuen sent minoritaris.

#### Abàssides
El període principal de traducció va ser durant el domini abbàssida. El segon califa abbàssida al-Mansur va traslladar la capital de Damasc a Bagdad. Aquí va fundar la gran biblioteca amb textos que contenien textos clàssics grecs. Al-Mansur va ordenar que aquest ric fons de literatura mundial es traduís a l'àrab. Sota al-Mansur i per les seves ordres, es van fer traduccions del grec, siríac i persa, tenint en compte que molts llibres en siríac i persa eren per si mateixos traduccions del grec o del sànscrit.
El rei de Pèrsia del segle vi, Anushirvan (Còsroes I) el Just, havia introduït moltes idees gregues al seu regne. Ajudats per aquest coneixement i juxtaposició de creences, els abbàssides consideraven valuós mirar l'islam amb ulls grecs, i mirar els grecs amb ulls islàmics. Els filòsofs abbàssides també van fomentar la idea que l'Islam havia destacat des del principi la recollida de coneixement com a important per a la religió. Aquestes noves línies de pensament van permetre que el treball d'acumular i traduir les idees gregues s'expandís com mai s'havia fet abans.

##### Casa de la Saviesa de Bagdad
El califa al-Mansur va ser el mecenes que més va promoure per atreure els metges nestorians a la ciutat de Bagdad que havia fundat, i també va ser un mecenes que va fer molt per animar aquells que es proposaven a preparar traduccions àrabs del grec, el siríac, i de textos perses. Però encara més important va ser el patrocini donat pel califa al-Mamun, que l'any 217 AH (= 832 dC) va fundar una escola a Bagdad, afavorida sens dubte pels nestorians i les escoles zoroastrianes ja existents. També va fundar Bayt al. -Hikma o "Casa de la Saviesa". Aquesta va ser dirigida per Yahya ibn Masawaih (m. 243 AH = 857 dC), que va ser un autor tant en siríac com en àrab, i va aprendre també la llengua grega. El seu tractat mèdic sobre "Febres" va tenir molta reputació i després va ser traduïda al llatí i a l'hebreu.
El treball acadèmic més important, però, va ser portat a terme pels alumnes i successors de Yahya, especialment Hunayn ibn Ishaq (m. 263 AH = 876 dC), el metge nestorià traductor al siríac dels clàssics mèdics com l' Organon d'Aristòtil. Després d'estudiar a Bagdad amb Yahya, va visitar Alexandria i va tornar, amb la formació de la primera escola de medicina dek moment i amb un bon coneixement del grec que va emprar per fer traduccions en siríac i àrab.
Més tard, el califa al-Mamun també va enviar emissaris les auroritats de l'Imperi Romà d'Orient per reunir manuscrits grecs per a la seva nova universitat, convertint-la en un centre de treball de traducció al grec al món àrab. Al principi només es buscaven treballs pràctics, com els de medicina i tecnologia, però finalment es van popularitzar els treballs de filosofia.
La majoria dels estudiosos estan d'acord que durant aquest període la retòrica, la poesia, les històries i els drames no es van traduir a l'àrab, ja que es consideraven que tenien finalitats polítiques que no s'havien de buscar als estats àrabs. En canvi, les obres filosòfiques i científiques eren gairebé tot el focus de la traducció. Això ha estat discutit per una minoria d'estudiosos, que argumenten que històries com Les mil i una nits tenen clars paral·lelismes amb la literatura grega, una evidència que molts àrabs estaven familiaritzats amb les humanitats gregues més del que es pensa.

### Després de la traducció: Comentari àrab d'obres gregues

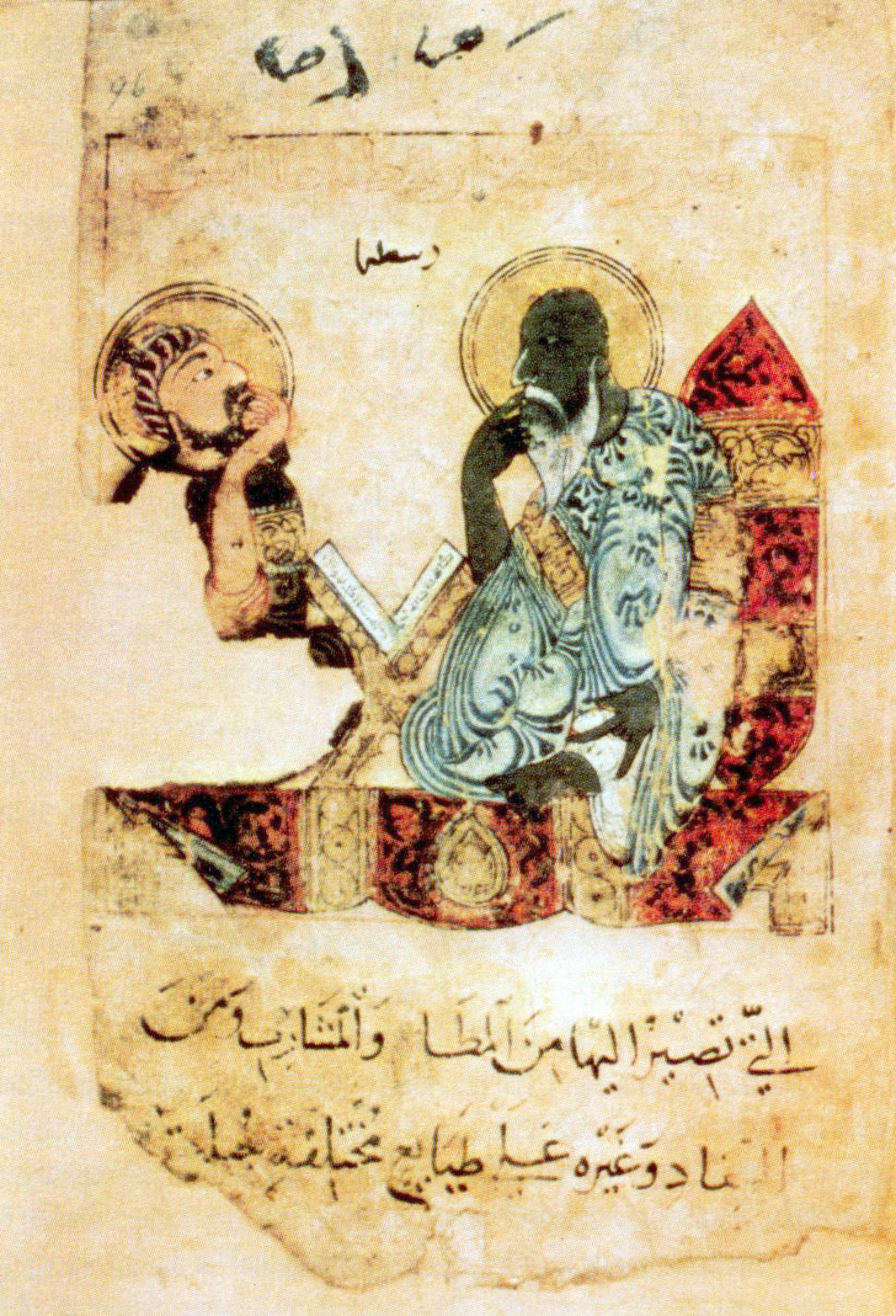
Una representació àrab medieval d'Aristòtil ensenyant a un estudiant.

Al-Kindi (Alkindus), un lògic famós i una figura destacada de la Casa de la Saviesa, es considera unànimement com el "pare de la filosofia islàmica ". La seva síntesi de la filosofia grega amb les creences islàmiques es va trobar amb molta oposició, i en un moment donat va ser atacat per aquells que s'oposaven a les seves idees. Argumentava que es podia acceptar l'Alcorà i altres textos sagrats, i treballar a partir d'aquí per determinar la veritat. Sempre que es trobava en un atzucac, abandonava les idees gregues en favor de la fe islàmica. Es considera que és el principal responsable de treure el món àrab d'una mística i teològia cap a un mode més racionalista.. Pocs dels escrits d'al-Kindi han sobreviscut, cosa que dificulta jutjar directament la seva obra. Però del que existeix es desprèn que va treballar acuradament per presentar les seves idees d'una manera acceptable per a altres musulmans.
Després d'Al-Kindi, diversos filòsofs van argumentar opinions més radicals, alguns dels quals fins i tot van rebutjar la revelació, sobretot el filòsof persa, Al-Razi o "Rhazes". Considerat un dels pensadors més originals entre els filòsofs perses , va desafiar les idees tant islàmiques com gregues d'una manera racionalista. A més, si Al-Kindi s'havia centrat en Aristòtil, Al-Rhazi es va centrar en Plató, introduint les seves idees com a contrast.
Després d'Al-Kindi, Al-Farabi (Alpharabius) va introduir el neoplatonisme gràcies al seu coneixement de la cultura hel·lenística d'Alexandria. A diferència d'Al-Kindi o Al-Rhazi, Al-Farabi va dubtar a l'hora d'expressar els seus propis pensaments sobre qüestions de religió i filosofia, i va optar per parlar només a través de les paraules d'altres filosofies que va estudiar.
Dècades després d'Al-Farabi, Ibn Sina (Avicenna) va recopilar les idees de molts filòsofs musulmans dels segles anteriors i va establir una nova escola que es coneix com avicenisme. Després d'aquest període, la filosofia grega va entrar en decadència al món islàmic. Teòlegs com Al-Ghazali van argumentar que molts àmbits de la lògica només funcionaven en teoria, no en realitat. Les seves idees influirien més tard en les idees religioses d'Europa occidental. Com a resposta d'Al-Ghazali, La incoherència dels filòsofs del filòsof andalús Ibn Rushd (Averroès), el comentarista més famós d'Aristòtil i fundador de l'averroisme, va escriure una refutació titulada La incoherència de la incoherència.
L'any 1200, quan el pensament islàmic va tornar a reviure, Al-Kindi i Al-Farabi ja no eren recordats, mentre que el El llibre de la curació d'Ibn Sina encara ho era. Ibn Sina, també conegut com Avicena, va influir més tard en el pensament filosòfic, teològic i científic europeu, passant a ser conegut com "el científic més famós de l'Islam" per a molts historiadors occidentals.

### Recepció europea occidental de les idees gregues a través de la tradició àrab
Mentre que les idees gregues van impregnar gradualment el món islàmic, les conquestes musulmanes es van estendre al continent europeu. Hispania va ser conquerida pels àrabs en el context de l'expansió de l'Islam cap al 700 dC, fins i tot arribant fins a Poitiers, França, el 732 (batalla de Tours). L'any 902 Sicília va ser conquerida. Amb l'ajuda de les idees gregues i altres, Al-Àndalus, en particular, es va convertir ràpidament en la zona més poblada i pròspera d'Europa. Un dels governants de l'Espanya musulmana, Al-Hàkam II, va fer un esforç per reunir llibres d'arreu del món àrab, creant una biblioteca que després es convertiria en un centre de traducció al llatí.
A mesura que es van reunir textos, també hi van incorporar-se molts erudits àrabs que havien estudiat les idees gregues a l'est. Per exemple, Muhammud ibn 'Abdun i 'Abdu'l-Rahman ibn Ismail van arribar a l'Al-Andalus on van introduir moltes idees sobre medicina, així com diverses de les obres d'Aristòtil i Euclides. Ibn Bajjah (conegut com "Avempace") i Ibn Rushd (conegut com "Averroes") van ser, entre d'altres, filòsofs famosos d'Al-Andalus que van impulsar l'expansió de les idees gregues en medicina i filosofia.
Abans d'Averroes, molts filòsofs àrabs havien confós Aristòtil amb Plotí, un egipci hel·lenitzat que va fundar el neoplatonisme i havia barrejat les idees d'Aristòtil amb les de Plató. Averroès va redescobrir el "vertader" Aristòtil traduint textos clau que el reintroduïen a Al-Andalus. També va desafiar les filosofies, en gran part antigregues, d'Al-Ghazali i va oferir algunes de les millors reconciliacions de l'islam i la filosofia medieval del moment. La clau dels seus arguments era la idea que tot i que només hi havia una veritat, aquesta veritat es podia expressar de moltes maneres, incloses tant la filosofia com la religió. Fins i tot va utilitzar l'Alcorà per donar suport als seus arguments a favor de la filosofia i la lògica gregues, especialment el passatge: “És Ell, [O Mahoma] qui t'ha revelat el Llibre... alguns dels seus versos són inequívocs. ..i els altres són ambigus... només Déu i els confirmats en el coneixement en coneixen la interpretació”. Averroes va argumentar que "els confirmats en el coneixement" eren filòsofs.
Els filòsofs i teòlegs escolàstics de l'edat mitjana com Tomàs d'Aquino van anomenar més tard a Averroes "El comentarista", i Miquel Scot va traduir diverses de les obres d'Averroes durant els cinquanta anys posteriors a la mort de l'àrab. Tanmateix, la recepció d'Averroès a l'Europa occidental contrastava amb el seu rebuig definitiu per part dels àrabs a Hispania. Poc després d'Averroes, les idees gregues del món àrab es van oposar en gran manera a aquells a qui no els agradava qualsevol cosa que no fos "vertaderament àrab".

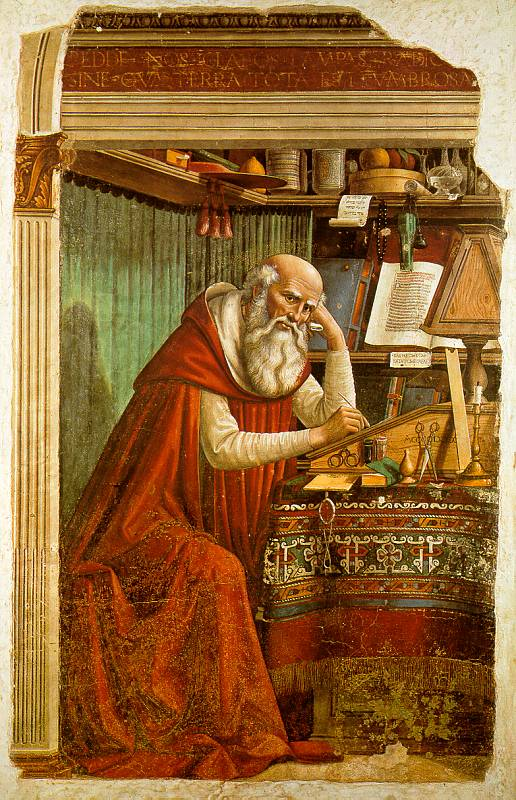
L'erudit medieval cristià Sant Jeróni (aquí representat per Domenico Ghirlandaio, església d'Ognissanti, Florència) estava en contra de moltes idees gregues.

#### Àrab: llatí o vernacle
Mentre els musulmans estaven ocupats traduint i afegint les seves pròpies idees a la filosofia grega, l'Occident llatí encara desconfiava de les idees paganes. Els líders de l'Església Ortodoxa a l'Imperi Romà d'Orient també van desestimar la filosofia, tenint en compte que la seva societat acabava de passar per un període de pesta, fam i guerra. Més a l'oest, diverses figures clau de la història europea, arribades després de Boeci, havien reforçat el canvi aclaparador de les idees gregues. Durant segles, el pensament grec a Europa va ser pràcticament inexistent, fins que l'Imperi Romà d'Orient va ser saquejat durant les croades que van desbloquejar nombrosos dels documents de tradició grega. Dins d'Europa occidental, només uns pocs monestirs tenien obres gregues, i encara menys d'ells copiaven aquestes obres.
Hi va haver un breu període de renaixement, quan el monjo anglosaxó Alcuí, va reintroduir, entre d'altres, algunes idees gregues durant el Renaixement carolingi del segle viii. Després de la mort de Carlemany, però, la vida intel·lectual va tornar a caure en decadència. Al segle XII, però, el pensament escolàstic començava a desenvolupar-se, donant lloc a l'auge de les universitats arreu d'Europa. Aquestes universitats van reunir el poc pensament grec que s'havia conservat al llarg dels segles, inclosos els comentaris de Boeci sobre Aristòtil. També van servir com a espais de discussió per a noves idees procedents de recents traduccions de l'àrab arreu d'Europa.
Al segle XII, la por europea a l'islam com a amenaça militar havia disminuït una mica. Toledo, a la Península Ibèrica, havia caigut de mans àrabs el 1085, Sicília el 1091 i Jerusalem el 1099. Aquestes zones frontereres lingüístiques van ser un terreny abonat per als traductors. Les zones havien estat conquerides per pobles àrabs, grecs i de parla llatina al llarg dels segles i contenien habilitats lingüístiques de totes aquestes cultures. La població petita i poc erudita dels Regnes Croats va contribuir molt poc als esforços de traducció, fins que la Quarta Croada va ocupar la major part de l'Imperi Romà d'Orient. Sicília, encara en gran part grecoparlant, era més productiva; havia vist dominar els romans d'orient, els àrabs i les dinasties occidentals del nord, i molts parlaven grec, àrab i llatí amb fluïdesa. Els sicilians, però, van ser menys influenciats pels àrabs i, en canvi, es van destacar més per les seves traduccions directament del grec al llatí. Als regnes hereus d'Hispania, en canvi, era un lloc ideal per a la traducció de l'àrab al llatí a causa d'una combinació de riques cultures llatines i àrabs que conviuen una al costat de l'altra.

#### Península Ibèrica i Sicília
Durant el segle x, els estudiosos andalusis havien començat a reunir textos traduïts, i a la segona meitat d'aquell segle van començar a transmetre'ls a la resta d'Europa. Després de la Reconquesta del segle XII, però, els regnes hispànics es va obrir encara més als estudiosos cristians, que ara podien treballar en un territori religiós “amic”. A mesura que aquests europeus es van trobar amb la filosofia islàmica, les seves pors anteriors es van convertir en admiració, i d'Hispania va venir un gran coneixement àrab de matemàtiques i astronomia. Els estrangers van venir a la Península Ibèrica per traduir d'arreu d'Europa, i Toledo es va convertir en un centre d'aquests viatgers, ja que molts dels seus ciutadans escrivien diàriament tant en àrab com en llatí.
Tot i que als regnes cristians ibèrics s'estava fent una gran quantitat de treball, no hi havia cap escola central de traducció ni un autèntic esforç organitzat, com hi havia hagut sovint entre els àrabs. Els traductors provenien de molts orígens i traduïen per moltes raons diferents. Per exemple, erudits jueus no cristians van participar traduint obres àrabs que ja havien estat traduïdes a l'hebreu, al llatí i a les llengües vernacles. Alguns estudiosos, però, han suggerit que Raymond de Sauvetât, l'arquebisbe de Toledo, sembla haver iniciat un moviment organitzat de suport a les traduccions, i molts estudiosos que semblen estar associats amb ell en documents, poden haver traduït plegats.
Es desconeix si Raimond va començar realment un esforç organitzat i central de traducció, que després es va generalitzar com l'Escola de Traductors de Toledo. El que se sap és que la majoria de traduccions sortides d'Espanya tractaven de medicina o d'astronomia. Hugo de Santalla, per exemple, va traduir una gran selecció d'obres àrabs que tracten totes sobre l'astronomia, a més de rastrejar la història del pensament astronòmic a través de la història. En el seu treball subratlla l'obra dels grecs, perses, hel·lenistes i àrabs en un gran prefaci a la seva obra publicada.
Al segle xiii, la traducció havia decaigut a Espanya, però va anar en augment a Itàlia i Sicília, i d'aquí a tot Europa. Adelard de Bath, va ser un anglès que va viatjar a Sicília i al món àrab, traduint obres sobre astronomia i matemàtiques, inclosa la primera traducció completa dels Elements d'Euclides. Els poderosos reis normands van reunir a les seves corts homes d'alt coneixement d'Itàlia i d'altres zones, com a senyal de prestigi. Fins i tot els emperadors romans d'Orient van experimentar un renaixement aristotèlic a mitjans del segle XII, i també van incorporar homes d'Itàlia.